# Partito Socialista Operaio Spagnolo
Il Partito Socialista Operaio Spagnolo (in spagnolo Partido Socialista Obrero Español), ufficialmente abbreviato in PSOE (pronunciato /peˈsoe/), è un partito politico della Spagna, fondato nel 1879 da Pablo Iglesias Posse. È membro del Partito del Socialismo Europeo e dell'Internazionale Socialista.
Il suo segretario, Pedro Sánchez, è il Presidente del Governo di Spagna dal 2018.

## Storia

### Origini

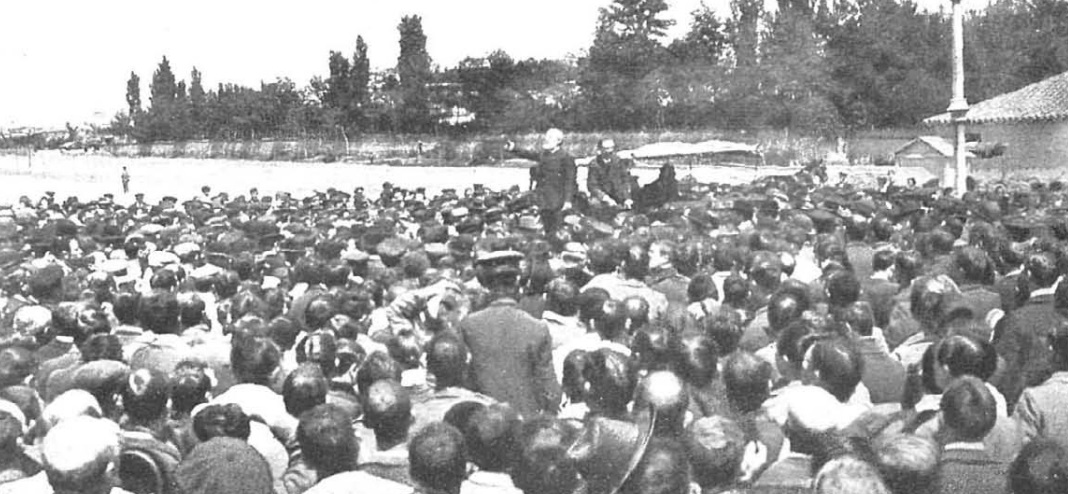
Pablo Iglesias durante una dimostrazione del movimento operaio nel 1905.

Il PSOE fu fondato clandestinamente nella taverna di Madrid Casa Labra il 2 maggio del 1879 da un nucleo di venticinque intellettuali e operai, principalmente tipografi, capitanati da Pablo Iglesias Posse, e di medici, come Jaime Vera. Si tratta quindi del secondo più antico partito spagnolo, superato solo dal Partito Carlista, fondato nel 1833, sebbene questo partito non abbia nessuna rappresentatività oggigiorno.
Il primo programma del nuovo partito fu approvato in un'assemblea di quaranta persone il 20 luglio dello stesso anno. Come partito operaio e di classe, il PSOE aderì alla Seconda Internazionale che raggruppava i partiti socialisti marxisti prima di collassare con la prima guerra mondiale.
Il PSOE fu il secondo partito socialista e operaio del mondo (solo il Partito Socialdemocratico di Germania-SPD venne fondato prima) e celebrò il suo primo Congresso a Barcellona nel 1888, anche se non ottenne una rappresentanza parlamentare fino all'8 maggio 1910, quando l'Alleanza Repubblicano-Socialista permise a Pablo Iglesias Posse di ottenere 40 899 voti e il titolo di deputato. Fu rieletto nel 1914, alla vigilia dell'assassinio di Jean Jaurès, con 21 956 suffragi, questa volta presentandosi ad Oviedo. Il 9 aprile 1916 riconquistò il seggio con 18 054 voti. Il 24 febbraio 1918 Iglesias ottenne 27 694 che permisero per la prima volta di eleggere anche altri socialisti: Julián Besteiro, Andrés Saborit, Francisco Largo Caballero, Daniel Anguiano e Indalecio Prieto, già perseguiti nel 1917 per aver partecipato a uno sciopero generale rivoluzionario.
È stato presente nella vita pubblica spagnola fin dai suoi inizi, partecipando direttamente alla lotta rivoluzionaria contro il regime della Restaurazione, anche durante lo sciopero dei ferrovieri del 1917 soffocato nel sangue a Vizcaya, Asturias e Madrid.

### La crisi delle Internazionali
Come tutti i partiti socialisti europei, il PSOE fu colpito dalla cosiddetta crisi delle Internazionali che separò comunisti e socialisti in partiti differenti e contrapposti. Nel 1919 il Congresso del PSOE elaborò la possibilità di abbandonare la Seconda Internazionale (socialista) ed entrare nella nuova Internazionale Comunista, anche detta Terza Internazionale, capeggiata dal Partito Comunista dell'Unione Sovietica.
Data la divisione esistente tra i delegati, il Congresso stabilì di rimandare la decisione a dopo la riunione della Seconda Internazionale. Ma la Federazione della Gioventù Socialista - ramo giovanile che raggruppava gli elementi più radicali del Partito - si scisse dal PSOE, aderì alla Terza Internazionale e nel 1920 costituì il Partito Comunista di Spagna.
Nello stesso anno un nuovo Congresso Straordinario approvò l'ingresso condizionato del PSOE nella Terza Internazionale e, per tastare il terreno, inviò in Unione Sovietica una delegazione formata da Fernando de los Ríos e Daniel Anguiano. De los Ríos si opponeva all'assorbimento del PSOE nell'orbita comunista, mentre Anguiano era favorevole. Dal canto suo l'Internazionale Comunista rifiutò le condizioni poste dal PSOE per l'ingresso e gli impose invece di accettare le proprie 21 Condizioni. In questo contesto, il Partito decise durante un Congresso Straordinario di tenersi a margine della Terza Internazionale. Il PSOE si unì, infine, nel 1921, insieme ad altri partiti socialisti, all'Internazionale di Vienna.
La minoranza, della quale faceva parte la nuova Federazione Nazionale delle Gioventù Socialiste, favorevole ad entrare senza timori nel Komintern, annunciò la sua scissione dal PSOE e la fondazione del Partito Comunista Operaio Spagnolo, che s'unì al Partito Comunista di Spagna formando il nuovo Partito Comunista di Spagna, unico partito spagnolo che aderì al Komintern nel 1921.

### La dittatura di Primo de Rivera e la Seconda Repubblica Spagnola

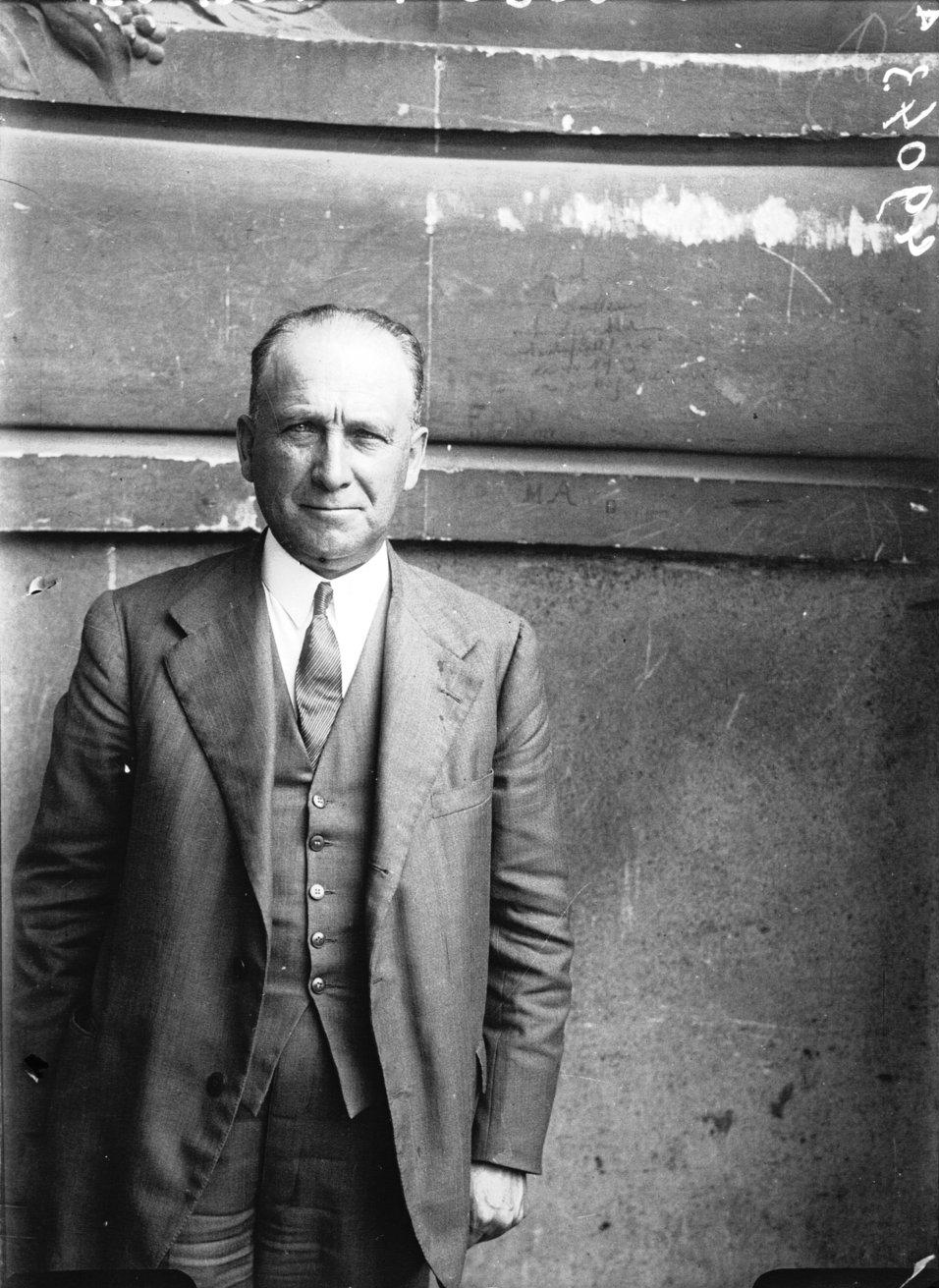
Francisco Largo Caballero nel 1927

Il PSOE fu l'unico partito a non essere sciolto durante la dittatura del Generale Miguel Primo de Rivera, finché il 13 settembre 1923 il presidente del Partito e della Unione Generale dei Lavoratori (UGT) Pablo Iglesias Posse firmò il manifesto contro la dittatura. Il sindacato si spaccò: da un lato Largo Caballero e Saborit erano favorevoli ad una certa collaborazione col regime che permettesse al sindacato di funzionare; dall'altro Indalecio Prieto e Fernando de los Ríos erano profondamente contrari. Prieto si dimise dalla Commissione Esecutiva. Largo Caballero invece fu nominato Consigliere di Stato di Primo de Rivera.
Dopo il crollo della dittatura primoriverista, il PSOE deliberò - non senza gravi tensioni interne - di collaborare con i gruppi repubblicani borghesi nella cospirazione contro la screditata monarchia di Alfonso XIII. Questa collaborazione si concretizzò con la partecipazione del socialista Indalecio Prieto al Patto di San Sebastiano, col quale i gruppi di opposizione borghese alla Corona (repubblicani radicali, Azione Repubblicana, radical-socialisti, repubblicani federali, catalani..) elaborarono un programma comune per abbattere il Re ed instaurare in Spagna un regime democratico e repubblicano.
Dopo le elezioni comunali del 12 aprile del 1931, nelle quali le candidature repubblicane ottennero trionfi schiaccianti nei principali nuclei urbani del paese (Madrid, Barcellona, Valencia, Saragozza, Guadalajara, Teruel, Cuenca, "'in una parola, in tutte le città della Spagna tranne quattro", per dirla come il conte di Romanones); la Corona fu molto indebolita e crebbe invece la pressione popolare a favore della Repubblica. Infatti il Re scappò in Francia e fu proclamata la Seconda Repubblica Spagnola in tutto il paese. Il Comitato Provvisorio repubblicano si fece carico del governo e convocò le elezioni per l'Assemblea Costituente.
In tale assemblea il PSOE ottenne 117 rappresentanti, divenendo anche la principale forza di minoranza alla Camera e partecipando regolarmente ai governi repubblicani di Manuel Azaña: prima quello di solidarietà nazionale, e poi come parte integrante della coalizione che comprendeva anche i repubblicani di sinistra dell'Azione Repubblicana e altri gruppi minoritari.
Tale situazione permase per tutta la durata del Primo Biennio (1931-1933). Dopo le elezioni del 1933, le forze della sinistra abbandonarono il governo e furono sostituite da un esecutivo minoritario e radicale, appoggiato dalla CEDA. Nel corso di questa fase, conosciuta come Biennio Radical-cedista o Biennio Nero, il PSOE si estraniò lentamente dalle istituzioni democratiche. Numerosi ed influenti dirigenti del Partito - come Francisco Largo Caballero e Indalecio Prieto (che più tardi considerò quell'episodio uno dei più gravi errori suoi propri e del socialismo) si imbarcarono in un movimento scioperatisco-insurrezionale che sfociò nella cosiddetta Rivoluzione del 1934, fallita praticamente in tutto il Paese tranne che in Catalogna (dove il presidente della Generalitat Companys sfidò l'ordine costituzionale proclamando uno Stato catalano all'interno di un'inesistente Repubblica Federale Spagnola, cosa che costò a lui l'immediato arresto da parte delle Forze Armate della Repubblica e ai catalani la sospensione dell'autonomia da parte del governo radicale) ed nelle Asturie, dove l'esperienza rivoluzionaria sopravvisse vari mesi prima d'essere stroncata dalle truppe governative comandate dal generale Franco.
Alla repressione governativa dello sciopero seguì un incremento della tensione sociale e una polarizzazione delle destre e delle sinistre che non si arrestò fino allo scoppio della guerra civile spagnola. In mezzo a tale spirale di agitazione e violenza crescente, il PSOE si integrò nella coalizione del Fronte Popolare, che raggruppò tutte le sinistre (socialisti, radical-socialisti, repubblicani di sinistra, comunisti, anarchici, repubblicani catanali..) e che ottenne nelle elezioni del 1936 una risicata vittoria contro le forze della destra. Largo Caballero (il Lenin spagnolo) fu nominato capo del governo in sostituzione di Santiago Casares Quiroga, ma dopo il golpe del 18 luglio del 1936 di socialismo al governo non si parlò più per decenni.

### Il PSOE durante la guerra civile e il franchismo
Il PSOE fu messo fuori legge da un editto franchista durante la guerra civile, come tutti i maggiori partiti e le organizzazioni politiche ad eccezione di quelli componenti il cosiddetto Movimiento Nacional (il partito unico)  e il suo sindacato verticale, la Centrale Nazionale Sindacalista.
Nel 1942 si riorganizzò, dentro le prigioni e nei campi di concentramento, con 300 comitati. Nel 1944 si formò la prima Commissione Esecutiva. I primi sei esecutivi interni furono smantellati dalla polizia e i suoi dirigenti furono tutti incarcerati. Nel 1952 venne assassinato il Presidente Tomás Centeno nella sede della Direzione Generale di Sicurezza, oggi sede del governo del Comune di Madrid.
Molti socialisti rimasero in esilio durante la dittatura franchista, come Rodolfo Llopis, che dopo la guerra civile andò in esilio in Francia, fu leader del partito in esilio dal 1944 al 1974 e nel 1947 fu eletto presidente della Seconda Repubblica Spagnola in esilio. Nel PSOE difese la classe dirigente all'estero nei confronti dei militanti rimasti in Spagna, guidati da Felipe González. In Spagna, il PSOE compì un'attività clandestina molto inferiore a quella del Partito Comunista di Spagna.

### Dopo la transizione democratica

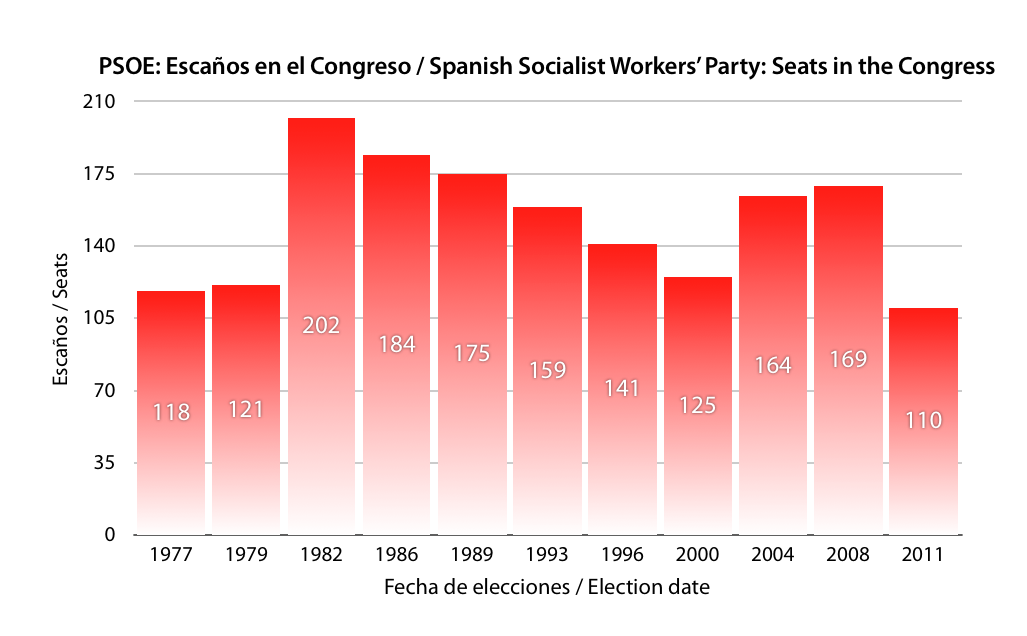
L'evoluzione elettorale del PSOE dal '77 al 2008

Il rinnovamento ideologico e politico iniziato nei primi anni sessanta e culminato nel congresso di Suresnes del 1974, capeggiato da Felipe González e da una nuova generazione di socialisti con l'appoggio e la solidarietà dell'Internazionale Socialista, mise il PSOE nelle condizioni di essere protagonista attivo della transizione e di risultare una forza determinante nelle prime elezioni democratiche del 1977. Il consenso ottenuto dai socialisti e da chi proponeva un processo materialmente costituente fece soccombere le ipotesi di una semplice, blanda riforma delle istituzioni del regime. Grazie ad alcune dolorose rinunce ideologiche - come la tradizione repubblicana - il PSOE ha contribuito in maniera decisiva alla creazione della Costituzione spagnola del 1978. Benché politicamente all'opposizione, ha poi cooperato convintamente all'attuazione della Carta Costituzionale. Tale linea non ha impedito l'esercizio di una politica di opposizione estremamente aspra contro il governo dell'Unione del Centro Democratico di Adolfo Suárez, che governava grazie a una maggioranza semplice. È di questo periodo la campagna - parlamentare ed extraparlamente - del PSOE contro l'ingresso della Spagna nella NATO.
Parallelamente al processo costituente e ai primi passi delle istituzioni democratiche, cresceva in seno alla sinistra una complessa battaglia per l'egemonia ideologica e politica. I contendenti erano il PSOE e Partito Comunista di Spagna, principale forza dell'opposizione antifranchista. Al tempo stesso il PSOE tentava d'egemonizzare l'area socialista, frammentata in piccole organizzazioni come il Partito Socialista Popolare di Enrique Tierno Galvan, il Partito Socialista Andaluso e i gruppi socialisti di Catalogna. Dopo le prime elezioni democratiche il PSOE si confermò la prima forza della sinistra; una sconfitta storica per il Partito Comunista di Spagna. Dall'altra parte i processi di unità socialista si conclusero con la confluenza del PSP nel PSOE e con l'unificazione del socialismo catalano nel nuovo PSC federato col PSOE. Alla fine degli anni settanta del 1900, la leadership del PSOE nel socialismo e nella sinistra spagnola era ormai indiscutibile.
Nel XXVIII Congresso Federale celebrato nel maggio del 1979, Felipe González propose l'abbandono del marxismo. La proposta fu bocciata. González si dimise allora da Segretario Generale del Partito. Fu nominata una Gestione provvisoria e fu convocato un Congresso Straordinario. Tale Congresso si svolse il 28 settembre dello stesso anno. Felipe González fu rieletto con un'ampia maggioranza e le tesi marxiste furono definitivamente abbandonate.
Dopo il 23-F ed il processo di frammentazione interna dell'UCD, il PSOE rafforzò le sue posizioni come alternativa di governo. Così, nelle Elezioni Generali anticipate del 28 ottobre 1982, dopo una parentesi di mezzo secolo il PSOE ritornò al governo, ottenendo una vittoria storica con più di 10 milioni di voti (48,7%) e 202 seggi parlamentari.

### I governi di Felipe González (1982-1996)
Il PSOE ottenne la fiducia degli spagnoli in quattro elezioni generali consecutive, nel 1982, 1986, 1989 e 1993, le prime tre volte con maggioranza assoluta, arrivando a governare per quasi quattordici anni di seguito. Nel corso di questo lungo periodo gestì un immenso capitale politico (tra comuni, comunità autonome, governo nazionale, Europarlamento e Commissione Europea) che gli permise di trasformare il paese in molti campi diversi. Allo stesso tempo, la concentrazione di un potere tanto ampio nel PSOE favorì l'insorgere di fenomeni di clientelismo, nepotismo e corruzione che minarono la fiducia degli spagnoli nel progetto politico socialista.

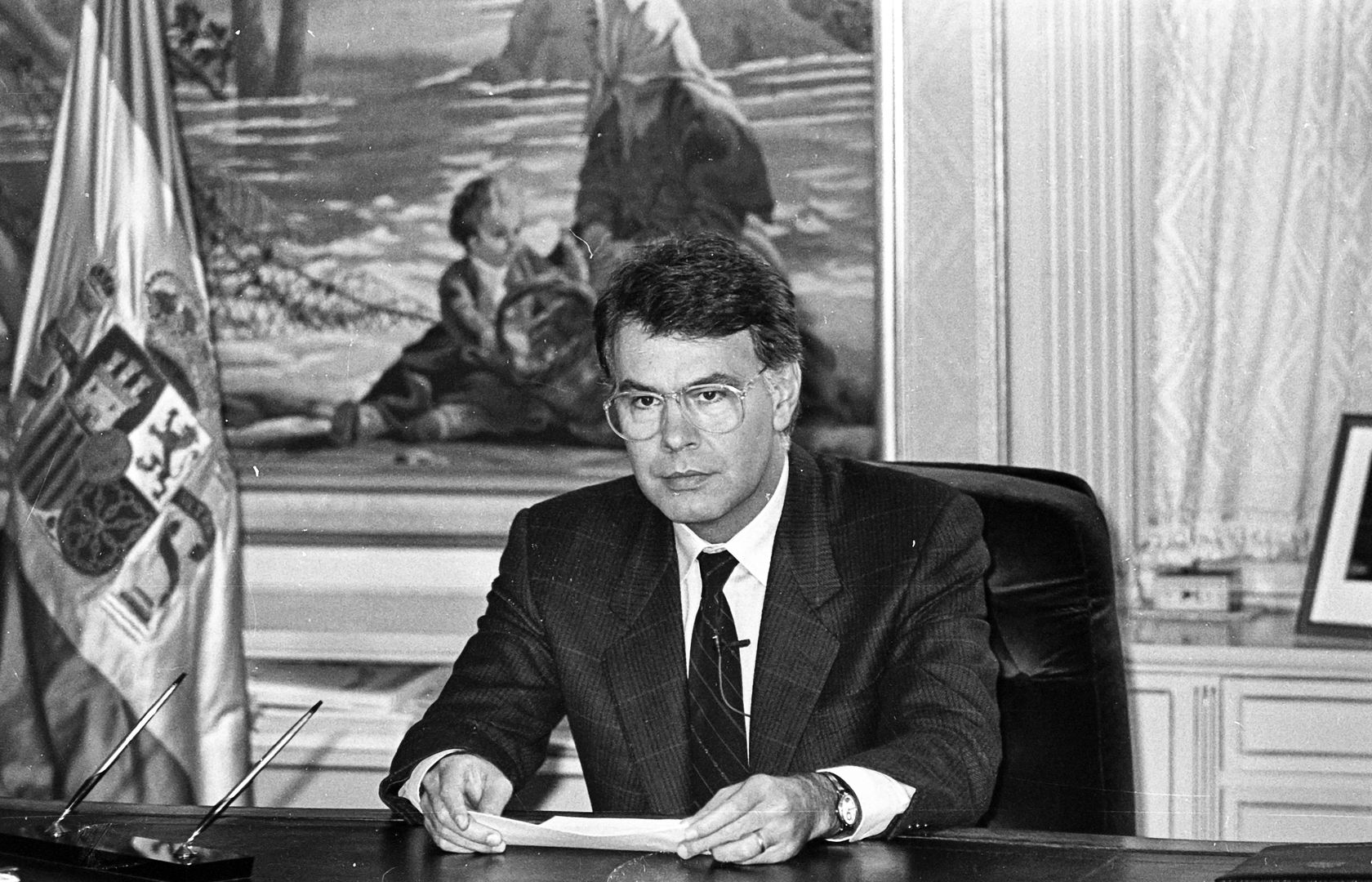
Felipe González nel 1986.

Dopo la schiacciante vittoria del 1982, il PSOE beneficiò del frazionamento dell'estinta UCD per inglobare i settori più socialdemocratici della coalizione centrista. Tra questi va ricordato Francisco Fernández Ordóñez che, insieme al suo piccolo Partito d'Azione Democratica, s'unì al socialismo spagnolo sin dal 1982. Fernández Ordóñez ricoprì successivamente un ruolo di primo piano nei governi socialisti, nei quali fu Ministro degli Esteri dal 1985 al 1992.
Nessuno dei ministri designati da Felipe González per i suoi gabinetti era un militare. I suoi governi avanzarono sulla strada della stabilità democratica, contrastando tentativi di golpe come quello tentato nel 1981; consolidarono definitivamente l'egemonia del potere civile su quello militare; completarono il processo - già cominciato dall'Unione del Centro Democratico - di integrazione della Spagna nell'Unione europea fino alla firma del trattato di adesione alla CEE del primo gennaio 1986; conseguirono ampio rispetto internazionale; rafforzarono i collegamenti con l'America Latina ed il Maghreb; ampliarono la partecipazione della Spagna nella NATO; diedero impulso al modello politico di Stato Autonomista; resero effettivo il riconoscimento dei diritti civili; posero le basi dello Stato sociale che era già da decenni una realtà in tutti gli altri paesi avanzati; modernizzarono l'economia, spesso a costo di dolorose riforme e gravi tensioni con i lavoratori; proseguirono nello sviluppo delle infrastrutture; generalizzarono il diritto alla pensione, istituendo quelle non contributive; universalizzarono la sanità; regolarono la produzione agricola e adattarono l'industria ai parametri della Comunità Europea; ampliarono gli ammortizzatori sociali; generarono un'embrionale coscienza ambientale; riformarono l'istruzione attraverso la legge per il Diritto allo Studio (LODE), la Riforma dell'Università (LRU) e quella Generale del Sistema Educativo (LOGSE), introducendo il modello comprensivo, ampliando l'istruzione obbligatoria fino ai 16 anni e rafforzando l'autonomia degli atenei; avviarono infine politiche di equità sociale
Il modello sviluppato dal PSOE a partire dal 1982 e per quasi un decennio e mezzo non rispondeva al progetto socialista tradizionale, visto che diede risposta a molte necessità di grandi e piccoli capitalisti. La politica economica dei primi anni, dovendo far fronte alla gravissima crisi economica internazionale, dovette imporre dure riconversioni industriali in svariati settori produttivi. Ciò causò aspri scontri fra il governo socialista e suo sindacato gemello, l'Unione Generale dei Lavoratori. Tali divergenze culminarono nell'appoggio del sindacato socialista allo sciopero generale del 1988 e alle dimissioni del leader dell'UGT Nicolás Redondo dall'esecutivo del PSOE. Entrambi gli episodi furono emblematici della rottura dell'unità del movimento socialista e della separazione tra il Partito e il Sindacato fondati da Pablo Iglesias Posse.

Il PSOE è membro del Partito Socialista Europeo e del gruppo dei Socialisti e Democratici al Parlamento europeo.

Un'altra delle decisioni più controverse che generaro le maggiori tensioni nella sinistra spagnola fu la permanenza del paese nella NATO. Benché in origine il PSOE si fosse opposto all'adesione, una volta al governo la maggior parte dei suoi dirigenti cominciò ad appoggiarla. Sul tema fu indetto nel 1986 un referendum controverso (alcuni criticarono la scelta governativa di non usare nel quesito la parola OTAN (cioè NATO in spagnolo), sostituita dall'espressione Alleanza Atlantica). Tanto il governo quanto il partito s'espressero per la permanenza nell'organizzazione e vinsero, ma l'episodio generò profonde spaccature in seno al socialismo spagnolo. Infatti, lo stesso anno del referendum, il PSOE subì la diserzione di parecchi dirigenti e militanti che s'opponevano alla svolta atlantista di Felipe González, che confluirono nella nuova coalizione di Izquierda Unida polarizzata attorno al Partito Comunista di Spagna. Il simbolo più plastico di tale complessa svolta fu Javier Solana: dopo aver svolto una campagna contro la NATO quando il PSOE era all'opposizione, venne nominato Segretario Generale dell'organizzazione nel 1996.
La nascita di Izquierda Unida causò un certo indebolimento del Partito, soprattutto nella sua ala sinistra. Ma nel 1991 confluì nel PSOE il piccolo Partito dei lavoratori di Spagna-Unità Comunista, nato da una scissione dal PCE dopo la destituzione di Santiago Carrillo da segretario generale, e infine convertito nella corrente d'opinione Unidad de la Izquierda in seno al socialismo.
Durante questi anni, i funzionari, le sedi e persino alcuni militanti della base del PSOE e del Partito Popolare furono obiettivo delle organizzazioni terroriste basche Euskadi Ta Askatasuna, Commando Autonomi Anticapitalisti e gruppi affini. D'altro canto varie alte cariche del PSOE (e tra queste ministri, Segretari di Stato e altri responsabili di governo) furono condannate come responsabili del finanziamento e della direzione del terrorismo di Stato dei Gruppi Antiterroristi di Liberazione, nonché di appropriazione indebita del denaro pubblico destinato alla lotta legale contro questo tipo di delinquenza.
Tutti questi scandali, uniti alla crisi economica del 1993 e ad altri episodi di corruzione (il caso delle presunte influenze di cui fu accusato Juan Guerra, fratello del vicepresidente del Governo Alfonso Guerra; il caso Ibercorp in cui era implicato il governatore della Banca di Spagna Mariano Rubio; il caso del Direttore Generale della Guardia Civile Luis Roldán e di altre irregolarità nella gestione delle infrastrutture e dei ricorsi pubblici), corrosero la popolarità di Felipe González e la credibilità del suo governo. Tale disgusto, unito all'esaurimento di un progetto sviluppato per oltre 14 anni e alla dura opposizione del Partito Popolare propiziarono la disfatta nel 1996 del PSOE nelle elezioni generali. Il PP conquistò finalmente il potere e relegò il PSOE all'opposizione.

### Il passaggio all'opposizione e la vittoria socialista del 2004 e del 2008

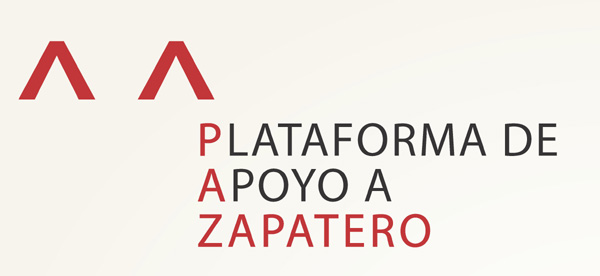
Simbolo della Plataforma de Apoyo a Zapatero

Nel XXXIV Congresso del Partito, celebrato a Madrid tra il 20 e il 22 giugno del 1997, Felipe González rinunciò alla direzione e venne sostituito nella Segreteria Generale da Joaquín Almunia.
Benché superato dal PP nelle elezioni generali, il PSOE ha continuato ad essere un partito di grande influenza, al governo in varie comunità autonome e numerosi comuni. In più, una volta all'opposizione, ha cominciato a riavvicinanrsi all'Unione Generale dei Lavoratori e a collaborare con altri sindacati, organizzazioni non governative e associazioni pacifiste e di sinistra in svariate campagne.

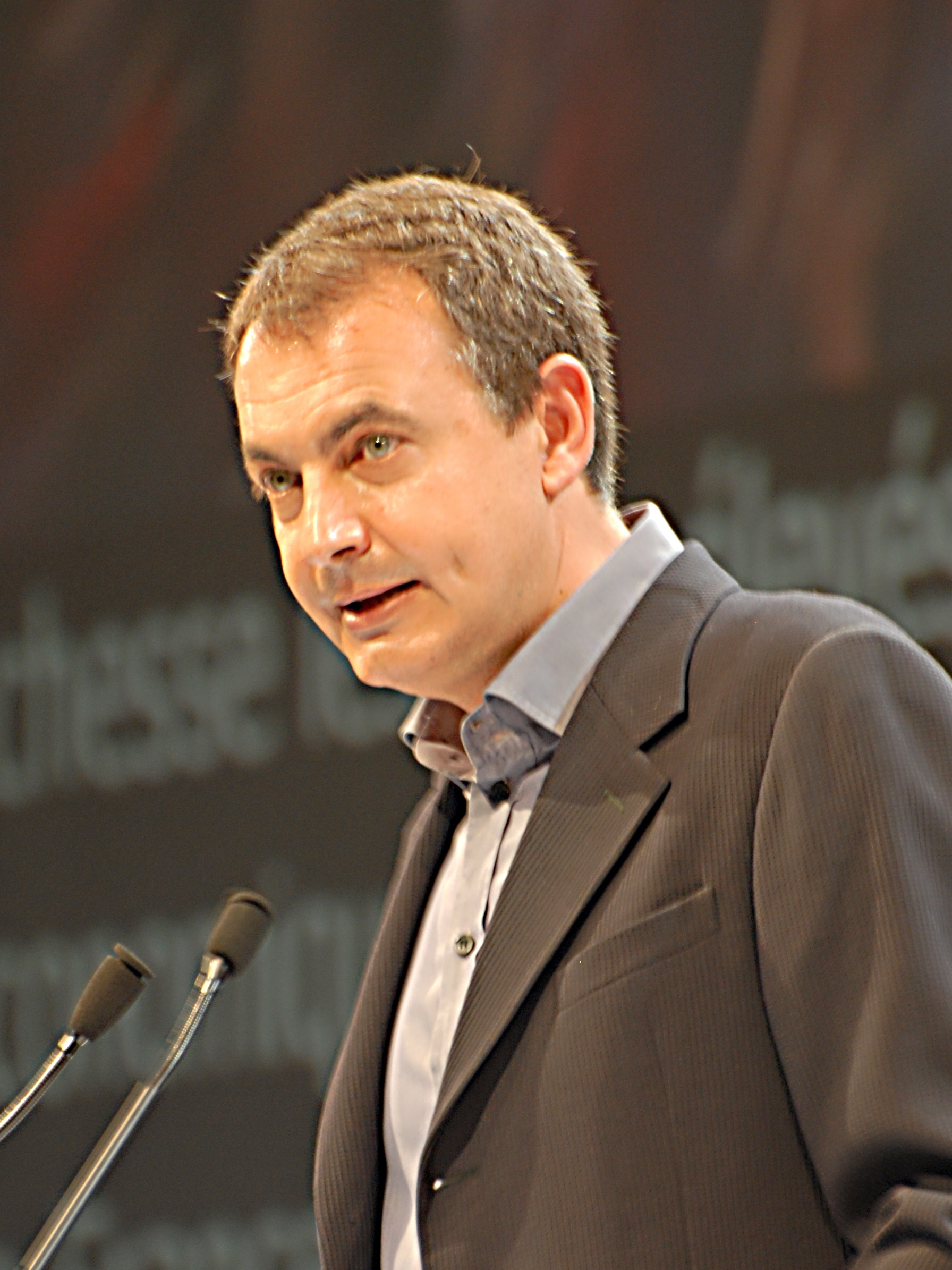
José Luis Rodríguez Zapatero

Il PSOE ha continuato anche ad essere obiettivo dell'Euskadi Ta Askatasuna.
Quanto all'organizzazione interna, il Partito ha adottato la norma di presentare liste paritarie, composte da donne e uomini in egual numero, e ha cominciato ad organizzare elezioni primarie a suffragio diretto di tutti gli iscritti per scegliere i capolista da candidare alle elezioni. Ciò l'ha aiutato mediaticamente durante le pre-campagne elettorali. Nelle primarie del 24 aprile 1998 per le elezioni del 2000, si presentarono Joaquín Almunia e Josep Borrell. L'eletto, col 55% dei voti, fu Josep Borrell, che però finì per rinunciare in favore di Almunia.
Dopo le elezioni generali, vinte dal Partito Popolare a maggioranza assoluta, Almunia fu costretto a dimettersi. Nel congresso del Partito celebrato nell'estate del 2000 fu eletto segretario generale l'allora sconosciuto José Luis Rodríguez Zapatero, con grande disdetta di altri candidati più celebri.
Nel 2004 il PSOE, con José Luis Rodríguez Zapatero come candidato, vinse le elezioni generali a maggioranza semplice, tre giorni dopo gli attentati dell'11 marzo 2004, con più di 11 milioni di voti. Con l'appoggio degli altri partiti, Zapatero fu nominato capo del governo. Ne è sorto il primo governo paritario della storia della Spagna, composto in egual misura da uomini e donne. Per la prima volta una donna ha avuto accesso alla carica di vicepresidente del governo, che svolge le funzioni di presidente quando questi non è in patria.
Nel luglio del 2004 fu celebrato il XXXVI Congresso Federale, che quasi all'unanimità ha rieletto Zapatero segretario generale.
Alle elezioni generali del 2008, il PSOE ottenne il 43,9% dei consensi e 169 seggi, confermandosi alla guida del paese con il secondo governo Zapatero. La forte crisi economico-finanziaria che colpì, però, i paesi occidentali a partire dal 2008 causò un forte calo di consensi verso Zapatero e portò il paese alle elezioni anticipate nel novembre 2011.

### La sconfitta alle elezioni del 2011
Alle nuove elezioni il PSOE fu guidato dal Alfredo Pérez Rubalcaba ex Ministro degli Interni. Il PSOE ottenne uno dei peggiori risultati della sua storia, conseguendo solo il 28,7% dei voti (- 15,2%) e 110 deputati, contro i 169 precedenti e i 185 del PP, che ha maggioranza assoluta del parlamento con meno voti di quelli raccolti dal PSOE nel 2008.

### Rubalcaba segretario 2012-2014
Nel febbraio 2012 finisce l'era Zapatero con l'elezione a segretario generale di Alfredo Pérez Rubalcaba che ottiene, al XXXVII Congresso federale, 487 voti contro 465 preferenze per Carme Chacón Piqueras.
Dopo lo scarso rendimento del PSOE alle elezioni europee del 2014, Pérez Rubalcaba ha annunciato le sue dimissioni. Pochi giorni dopo è stato annunciato che il nuovo segretario generale sarà eletto, con il metodo delle primarie, dal voto diretto tra i membri e approvato in un congresso straordinario che si terrà durante il mese di luglio.

### Le prime elezioni primarie e l'elezione di Pedro Sánchez
Il 13 luglio 2014 si sono svolte, per la prima volta nella storia del partito, le elezioni primarie per la scelta del segretario generale, aventi diritto al voto erano gli iscritti al partito. La competizione elettorale è stata vinta da Pedro Sánchez con il 49% dei consensi, elezione che poi è stata ratificata il 26 luglio 2014 al congresso straordinario di Madrid.

### Le elezioni del 2015 e del 2016, le dimissioni e la seguente rielezione di Pedro Sánchez

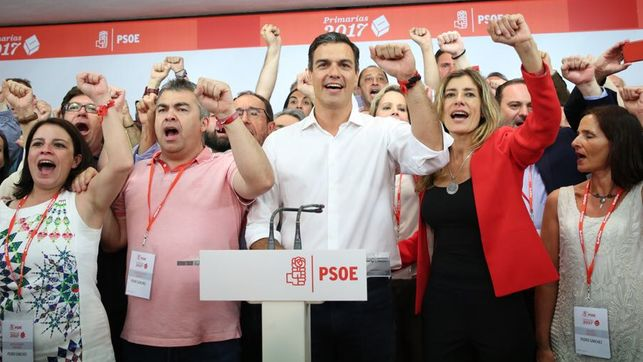
Pedro Sánchez canta l'Internazionale dopo essere stato rieletto segretario generale del PSOE nel 2017

Alle Elezioni generali del 20 dicembre 2015 il PSOE guidato da Sánchez ha ottenuto il 22% dei voti, superato dal Partito Popolare del Capo del Governo uscente Mariano Rajoy, che ha ottenuto, con il 28,72% anche il premio di maggioranza e l'incarico di formare il Governo. Il terzo partito è stato Podemos, con il 20,68%, presentatosi per la prima volta alle elezioni del Parlamento. Mariano Rajoy, non fu nelle condizioni di ottenere la maggioranza assoluta necessaria all'investitura per l'opposizione del PSOE, di Podemos e di Ciudadanos (nuovo partito anticasta di centrodestra), e proprio il Segretario Socialista Sánchez fu il secondo a cercare l'appoggio parlamentare per un nuovo Governo alternativo al PP, che ottenne il sostegno di Ciudadanos ma non di Podemos, senza ottenere la maggioranza. La Spagna è tornata quindi alle urne nel giugno 2016, con risultati elettorali simili a quelli di sei mesi prima, con un rafforzamento del Partito Popolare al 33% e con una modesta crescita di Podemos determinata dalla coalizione "Unidos Podemos" formata con Sinistra Unita, En Marea, Equo, Compromìs ed altri soggetti politici a carattere locale. Fu quindi sempre Mariano Rajoy a tentare la formazione del Governo, ottenendo il sostegno di Ciudadanos (che era uscito indebolito dalle nuove elezioni, perdendo 8 seggi). L'aperta contrarietà del Partito Socialista ha fatto sì che Rajoy non avesse i numeri per governare, ma la minaccia di nuove elezioni a Natale 2016 e lo schiacciamento del PSOE su posizioni simili a quelle di Podemos, hanno portato buona parte dei "barones" del Partito Socialista, guidati da quelli andalusi, a mettere in discussione la leadership del Segretario per favorire l'astensione del PSOE alla successiva votazione di investitura per permettere a Rajoy di formare il Governo. Sánchez per rispondere a tale situazione propose, il 1º ottobre, nuove primarie per l'elezione del Segretario, e la maggioranza dei membri dell'Esecutivo Federale si è dimessa in aperta opposizione alla proposta. Il giorno successivo Pedro Sánchez si è dimesso da Segretario del Partito Socialista quando il Comitato Federale ha respinto a maggioranza la sua proposta. Attualmente non è stato ancora eletto un nuovo Segretario, ma Javier Fernández, Presidente delle Asturie, ricopre l'incarico di Presidente della Commissione di gestione del PSOE.
Il 29 ottobre il gruppo parlamentare socialista (ad eccezione dei deputati del Partito Socialista Catalano e di 8 fedelissimi dell'ex segretario Sanchez) si è astenuto durante la votazione di investitura del Secondo Governo Rajoy, che dunque ha ottenuto la maggioranza grazie al voto favorevole di Partito Popolare e Ciudadanos, con la contrarietà di Podemos e Izquierda Unida. A seguito della votazione, Sanchez ha annunciato le proprie dimissioni da deputato e lanciato la propria nuova campagna per la segreteria del PSOE. Pedro Sanchez ha dichiarato di non aver avuto la possibilità di proporsi all'investitura cercando una maggioranza di Sinistra a causa di intimidazioni provenienti da gruppi centrali del mondo economico e della comunicazione spagnola.
Il 21 maggio 2017 Sánchez si ricandida come segretario e viene rieletto con il 50,03% dei voti, insediandosi nuovamente il successivo 18 giugno.

### Il ritorno al governo
Il 31 maggio 2018 il segretario Sanchez presenta al Congresso dei Deputati una mozione di sfiducia contro il premier Mariano Rajoy a seguito del coinvolgimento del partito del premier in una serie di finanziamenti illeciti e di manipolazione di appalti pubblici, autonomi e locali che ha portato alla condanna di 29 persone, tra cui l'ex tesoriere del Partito Popolare Luis Bárcenas. La mozione venne approvata il 1º giugno con 180 voti a favore, 169 contrari e 1 astensione. A sostegno della mozione di sfiducia, oltre al PSOE, si schierarono anche Podemos, il Partito Nazionalista Basco, i Paesi Baschi Uniti, la Sinistra Catalana, il Partito Democratico Europeo Catalano, i Compromís e alcuni deputati di formazioni regionali; si schierarono contro invece lo stesso Partito Popolare e Ciudadanos mentre si astenne l'unico deputato di Coalición Canaria. Il presidente Rajoy, preso atto della sfiducia, rassegna le dimissioni il giorno stesso e gli succede immediatamente il leader Sanchez, riportando il PSOE al potere dopo quasi sette anni di governo di centro-destra.
Alle elezioni generali dell'aprile 2019 sono il primo partito con il 28,67% e 123 seggi, confermando il risultato a quelle del novembre successivo il 28,0% con 120 seggi.

### Le elezioni anticipate del luglio 2023 e il Sanchez III

#### Le complesse elezioni del luglio 2023
In seguito alla vittoria netta del Partito Popolare alle elezioni locali di fine maggio 2023, Pedro Sanchez annuncia le dimissioni del Governo da lui guidato e l'anticipazione delle elezioni generali al 23 luglio 2023. Il PSOE, contrariamente alle aspettative, aumenta il numero di voti e di seggi ottenuti al Congresso dei Deputati (+2 rispetto al 2019). Il partito risulta il secondo più votato, dopo il PP, con il 31,7% delle preferenze e 122 seggi.
Il complesso quadro politico formatosi dopo le elezioni ha però negato la possibilità al candidato Presidente del Governo del Partito Popolare (partito vincitore con il 31%) Alberto Núñez Feijóo di formare il governo (stilando un accordo con gli ultraconservatori di Vox), alla luce dei mancati accordi con i numerosi partiti autonomisti e indipendentisti, arrivando alla votazione della fiducia con un esito di 172 favorevoli e 178 contrari.

#### Il governo Sanchez III
Il Re di Spagna affida quindi l'incarico di ri-formare il governo al Segretario Pedro Sanchez (Presidente uscente), arrivando, nel mese di novembre 2023 e dopo numerose trattative con i partiti 
indipendentisti e autonomisti come Junts per Catalunya,  ad approvare il Governo Sánchez III con 179 favorevoli e 171 contrari.
Il Sanchez III conta sull'appoggio di diversi partiti oltre al PSOE: è sostenuto infatti da Sumar (partito di sinistra capitanato dalla Vicepresidente e alleata di Sanchez Yolanda Díaz), dagli autonomisti del Partito Nazionalista Basco, dagli autonomisti di sinistra di EH Bildu, dagli indipendentisti catalani dell'ERC e di Junts per Catalunya.

## Ideologia
L'ideologia del Partito Socialista Operaio Spagnolo si è evoluta nel tempo:

### Modello statale
In contrasto con il centralismo che lo avrebbe caratterizzato nei periodi precedenti, con l'arrivo della transizione PSOE si sarebbe spostato in una posizione più federalista sull'organizzazione dello Stato. Nel Congresso di Suresnes nel 1974, rappresentato da Felipe González e Alfonso Guerra, il partito difese il diritto di auto-determinazione dei popoli formanti dello Stato spagnolo. Attualmente, il PSOE richiede un federalismo asimmetrico,  posizionandosi contro il processo sovranista in Catalogna. Durante i governi di Felipe González il partito è stato caratterizzato dalla sua posizione pro-europa, prendendo in considerazione come chiave l'integrazione in Europa per la modernizzazione economica.
Sono spesso definiti come repubblicani pur sostenendo il consenso costituzionale del 1978. Sono stati criticati per essere contro un referendum dopo l'abdicazione di Juan Carlos I.  I presidenti Felipe González e Zapatero si sono posizionati contro una democrazia diretta o partecipativa simile a quella della Svizzera, e contro la revoca del mandato.

### Politica economica
Il PSOE è stato fondato con lo scopo di rappresentare e difendere gli interessi della classe operaia emersa con la rivoluzione industriale del XIX secolo. Seguendo la politica filosofica marxista, ha cercato la presa del potere politico da parte della classe operaia e proprietà sociale di instaurare la dittatura del proletariato, in quanto il periodo di transizione verso una società socialista.
Nel 1979 il partito ha definitivamente abbandonato la tesi marxista per mano del suo Segretario Generale Felipe González, non senza superare grandi tensioni e due Congressi, il primo a favore del mantenimento del marxismo. In questa situazione, i leader di spicco dell'interno, Pablo Castellano e Luis Gómez Llorente, fondarono la corrente interna Izquierda Socialista (Sinistra Socialista), che vuole mantenere una maggiore continuità con la tradizione del partito, contro la posizione più "flessibile" ideologicamente che aveva introdotto González nei primi anni della democrazia.
Il periodo politico di governo di Felipe González è stato definito socioliberale e più vicino al neoliberismo, secondo Julio Aróstegui. José María Martín Arce ha sottolineato che le politiche attuate dai primi due governi del PSOE "centrista" guidato da Felipe González possono essere classificati come "liberal-progressisti".  Un altro gruppo di autori ha sostenuto la caratterizzazione critica della politica economica "neoliberista" di vari i governi di Felipe González.
Diverse fonti sono state attribuite in base al sociale.  L'attuale politica del PSOE è stata definita come neoliberista da Vicente Navarro.  Alcuni membri del PSOE hanno parlato: José Antonio Perez Tapias, ex candidato alla segreteria generale ha detto, nel 2014, che il PSOE ha dovuto scrollarsi di dosso decenni di "inquinamento neoliberale"  e Patxi Lopez, nel 2013, ha detto che, dopo aver perso le elezioni generali nel 2011, "la sinistra ha abdicato per le loro responsabilità di neoliberismo."

### Politica sociale
Ha optato per un modello di stato secolare nel 1980, oltre a difendere l'aborto in caso di pericolo per la vita della madre, malformazione fetale e stupro. Negli ultimi anni, il PSOE si è posizionato come favorevole al matrimonio omosessuale e ad una legge per l'interruzione volontaria della gravidanza.

## Struttura e organizzazione
Il Partito Socialista è radicato in tutta la Spagna. Si divide in federazioni, come per esempio il PSOE-A in Andalucia, il PSM in Madrid o PSE-EE in Euskadi. Il PSC in Catalogna è considerato un "Partito fratello" del PSOE, ma è di fatto come le altre federazioni. In queste federazioni, il PSOE si organizza in "Agrupaciones locales", e c'è una in ogni consiglio; o di più nelle città come Madrid.

### Un'organizzazione federale: il Congresso federale
A partire dal Congresso Straordinario del 1979 il PSOE s'è dato una struttura federale. Il massimo organo del Partito è il Congresso Federale (Congreso Federal), assemblea di delegati che sceglie il segretario generale e la Commissione Esecutiva Federale (Comisión Ejecutiva Federal), determina le linee programmatiche, i grandi obiettivi e le direttrici politiche che ispireranno le attività del partito fino al Congresso successivo. Nel Congresso si riuniscono i rappresentanti di tutte le varie federazioni, una per ogni comunità autonoma (tranne nel caso della Catalogna, dove il PSC è un partito a sua volta federato e non una semplice federazione), più i raggruppamenti di Ceuta, Melilla e le federazioni del PSOE in Europa e in America. Inoltre partecipano le Organizzazioni Settoriali del PSOE, la corrente federale Izquierda Socialista (Sinistra Socialista) o Federación de Mujeres Progresistas (Federazione delle Donne Progressiste). Le Gioventù Socialiste Spagnole partecipano anche come organizzazioni giovanili del partito, anche se sono teoricamente indipendenti dalle strutture del PSOE.
Nel caso richiamato della Catalogna, esiste il Partito dei Socialisti di Catalogna (Partit dels Socialistes de Catalunya), fondato il 16 luglio 1978. Esso compone un gruppo parlamentare nel Congreso de los Diputados de España, nonostante il PSC sia un partito indipendente dal PSOE, a differenza delle federazioni che il PSOE ha nelle diverse Comunità autonome.

### La Commissione esecutiva federale (CEF) e il Comitato federale
Il massimo organo federale nel Congresso è il Comitato Federale (Comité Federal), che si riunisce tre volte all'anno e dirige la politica del Partito, controlla la gestione della Commissione Esecutiva Federale, approva le liste elettorali nazionali e ha il compito di eleggere il candidato alla Presidenza del Governo, convocare Congressi Federali, Conferenze Politiche o elezioni per designare i candidati (elezioni primarie).
La Commissione esecutiva federale (Comisión Ejecutiva Federal) è la direzione federale del Partito. È formata dal presidente, dal segretario generale (vero leader del Partito), dalla segreteria d'Organizzazione (organo creato durante il XXIV Congresso e che ha accumulato da allora un gran potere sulle strutture del Partito), 11 segretari d'area e 18 segretari esecutivi.
Tra i suoi compiti spicca lo sviluppo della strategia e dell'azione politica che il Partito deve svolgere e il coordinamento tra le differenti strutture (gruppi parlamentari, organismi del Partito, federazioni ecc.) del PSOE. La CEF si riunisce quindicinalmente.

### Le federazioni del partito
Ogni federazione del PSOE si organizza in maniera autonoma. Nei Congressi regionali si elegge la direzione della federazione, denominata Commissione Esecutiva Regionale o Nazionale in funzione del territorio. Un funzionamento del genere vige anche per le federazioni provinciali o territoriali di dimensioni inferiori. Sebbene in teoria non sarebbero permesse ingerenze della direzione generale nella vita delle federazioni regionali e dei raggruppamenti locali, di fatto tanto le elezioni dei dirigenti territoriali quanto lo sviluppo delle politiche locali sono allineate alle politiche nazionali.
In caso di conflitto, la Commissione Esecutiva Federale può destituire la direzione di una federazione e nominare un'amministrazione provvisoria. Il rigido controllo federale sulle liste elettorali, infine, rafforza l'autorità della CEF su tutte le varie federazioni socialiste.
Da questo schema si distanzia il PSC che, non essendo una federazione ma un partito federato, non è formalmente sottoposto all'autorità del segretario generale, elabora le sue proprie liste ed elegge una direzione autonoma rispetto a quella del PSOE. Per forza di cose, però, è sempre necessaria una certa coordinazione tra i due partiti che, salvo il caso di crisi o grandi divergenze, permetta di armonizzare in maniera soddisfacente le strategie socialiste di tutte le componenti.
Ogni comunità autonoma spagnola dispone della propria federazione locale. A queste si sommano due ferazioni per le città autonome di Ceuta e Melilla, e una per gli spagnoli residenti all'estero in altri paesi europei.
| Comunità autonoma   | Federazione locale (sigla)                                                                                                 | Segretario generale (inizio mandato)    | Governo regionale                                                                                                | Governo regionale          | Seggi          |
| Comunità autonoma   | Federazione locale (sigla)                                                                                                 | Segretario generale (inizio mandato)    | Governo | Opposizione                | Seggi          |
| ------------------- | --- | --------------------------------------- | --- | -------------------------- | -------------- |
| Andalusia           | Partido Socialista Obrero Español de Andalucía (PSOE-A)                                                                    | Juan Espadas Cejas (2021)               | | seconda forza parlamentare | 30 / 109(2022) |
| Aragona             | Partido de los Socialistas de Aragón (PSOE-Aragón)                                                                         | Francisco Javier Lambán Montañés (2012) | | seconda forza parlamentare | 23 / 67(2023)  |
| Asturie             | Federación Socialista Asturiana (FSA-PSOE)                                                                                 | Adrián Barbón Rodríguez (2017)          | dal 2023 (a capo di una coalizione con CxAst; col sostegno esterno di Podemos)                                   |                            | 19 / 45(2023)  |
| Canarie             | Partido Socialista Canario (PSOE Canarias)                                                                                 | Ángel Víctor Torres Pérez (2017)        | | prima forza parlamentare   | 23 / 70(2023)  |
| Cantabria           | Partido Socialista de Cantabria (PSC-PSOE)                                                                                 | Pablo Zuloaga Martínez (2017)           | | terza forza parlamentare   | 8 / 35(2023)   |
| Castiglia-La Mancia | Partido Socialista de Castilla-la Mancha (PSCM-PSOE)                                                                       | Emiliano García-Page Sánchez (2012)     | dal 2015 |                            | 17 / 33(2023)  |
| Castiglia e León    | Partido Socialista de Castilla y León (PSOECyL)                                                                            | Luis Tudanca Fernández (2014)           | | seconda forza parlamentare | 28 / 81(2022)  |
| Catalogna           | (CA) Partit dels Socialistes de Catalunya (PSC)                                                                            | Salvador Illa Roca (2021)               | | prima forza parlamentare   | 33 / 153(2021) |
| Comunità Valenciana | (CA) Partit Socialista del País Valencià (ES) Partido Socialista del País Valenciano (PSPV–PSOE)                           | Ximo Puig (2021)                        | | seconda forza parlamentare | 31 / 99(2023)  |
| Estremadura         | Partido Socialista Obrero Español de Extremadura (PSOE Extremadura)                                                        | Guillermo Fernández Vara (2008)         | | prima forza parlamentare   | 28 / 65(2023)  |
| Galizia             | (GL) Partido dos Socialistas de Galicia (PSdeG-PSOE)                                                                       | Valentín González Formoso (2021)        | | seconda forza parlamentare | 14 / 75(2020)  |
| Isole Baleari       | (CA) Partit Socialista de les Illes Balears (PSIB-PSOE)                                                                    | Francina Armengol (2012)                | | seconda forza parlamentare | 18 / 59(2023)  |
| La Rioja            | Partido Socialista Obrero Español de la Rioja (PSOE La Rioja)                                                              | Concepción Andreu Rodríguez (2021)      | | seconda forza parlamentare | 12 / 33(2023)  |
| Madrid              | Partido Socialista Obrero Español de la Comunidad de Madrid (PSOE-M)                                                       | Juan Lobato Gandarias (2021)            | | terza forza parlamentare   | 27 / 136(2023) |
| Murcia              | Partido Socialista de la Región de Murcia (PSRM-PSOE)                                                                      | José Vélez Fernández (2021)             | | seconda forza parlamentare | 13 / 45(2023)  |
| Navarra             | (ES) Partido Socialista de Navarra (EU) Nafarroako Alderdi Sozialista (PSN-PSOE)                                           | María Victoria Chivite Navascués (2014) | dal 2023 (a capo di una coalizione con Geroa Bai e Contigo Navarra; col sostegno esterno di Euskal Herria Bildu) |                            | 11 / 50(2023)  |
| Paesi Baschi        | (ES) Partido Socialista de Euskadi-Euskadiko Ezkerra (EU) Euskadiko Alderdi Sozialista – Euskadiko Ezkerra (PSE-EE (PSOE)) | Eneko Andueza Lorenzo (2021)            | dal 2020 (in una coalizione guidata dal Partito Nazionalista Basco)                                              |                            | 10 / 75(2020)  |
|                     | |                                         | |                            |                |
| Ceuta               | Partido Socialista Obrero Español de Ceuta (PSOE Ceuta)                                                                    | Juan Antonio Gutiérrez Torres (2021)    | |                            | 6 / 25(2023)   |
| Melilla             | Partido Socialista Obrero Español de Melilla (PSOE Melilla)                                                                | Gloria Rojas Ruiz (2014)                | |                            | 30 / 109(2023) |
|                     | |                                         | |                            |                |
| Unione Europea      | Partido Socialista Obrero Español de Europa (PSOE Europa)                                                                  | Isabel Báez Lechuga (2018)              | |                            |                |

### Fondazioni
Come la maggior parte dei grandi partiti spagnoli, anche il PSOE conta diverse fondazioni e organizzazioni affini che svolgono lavoro di ricerca teorica, cooperazione internazionale, documentazione e analisi.
- Fondazione Jaime Vera. Creata nel 1984, la sua attività si rivolge alla formazione per adulti e alla ricerca sul terreno della sociologia, della politica e dell'economia.
- Fondazione Pablo Iglesias. Diretta da Alfonso Guerra, si occupa di conservare e difendere l'archivio storico e il pensiero socialista.
- Fondazione Ramón Rubial.
- Fondazione Sistema. Diretta da Alfonso Guerra, pubblica riviste di analisi e pensiero politico, come Sistema (specializzata in sociologia) o Temas para el Debate (analisi e opinioni politiche). Inoltre si occupa di ricerca e pubblicazione di studi e monografie sui differenti temi dell'attualità.
- Solidaridad Internacional. ONG che si occupa principalmente delle ragioni ispanoamericana, del Mediterraneo e dell'Africa.

## Congressi

### Fondazione ed epoca extraparlamentare
- I Congresso (Barcellona, agosto 1888). Pablo Iglesias Posse è eletto presidente del Comitato Nazionale, che si stabilisce a Madrid.
- II Congresso (Bilbao, 1890).
- III Congresso (Valencia, 1892).
- IV Congresso (Madrid, 1894).
- V Congresso (Madrid, 1899).
- VI Congresso (Gijón, 1902).
- VII Congresso (Madrid, 1905).

### L'alleanza repubblicano-socialista
- VIII Congresso (Madrid, 1908).
- IX Congresso (Madrid, 1912).
- X Congresso (Madrid, 1915).
- XI Congresso (Madrid, 1918).

### La crisi delle Internazionali
- Congresso straordinario (Madrid, 1919). Vista la divisione che l'ipotesi di ingresso nel Komintern suscita tra i delegati socialisti, il Congresso decide di mantenersi temporaneamente nella Seconda Internazionale con l'intenzione di promuovere la riunificazione delle correnti socialista e comunista.
- Congresso straordinario (Madrid, 1920). Il PSOE decreta l'ingresso nel Komintern e invia una delegazione in Unione Sovietica formata da Fernando de los Ríos e Daniel Anguiano.
- Congresso straordinario (Madrid, 1921). Il partito rifiuta le 21 Condizioni imposte dall'Internazionale Comunista per accettare il suo ingresso e aderisce all'Internazionale di Vienna.

### Dalla dittatura di Primo de Rivera alla guerra civile
- XII Congresso (Madrid, luglio 1925). Julián Besteiro è eletto presidente della Commissione Esecutiva dopo la morte di Pablo Iglesias Posse.
- XIII Congresso (Madrid, ottobre 1932). Francisco Largo Caballero lascia la presidenza della Commissione Esecutiva.

### In esilio
- XIV Congresso, I in esilio (Tolosa, settembre 1944). Enrique de Francisco è eletto Presidente della C.E.
- XV Congresso, II in esilio (Tolosa, maggio 1946). Il Partito ratifica la leadership di De Francisco.
- XVI Congresso, III in esilio (Tolosa, marzo 1948). Indalecio Prieto si fa carico della C.E.
- XVII Congresso, IV in esilio (Tolosa). Il Partito ratifica Prieto.
- Congresso straordinario (Tolosa, marzo-aprile). Dopo le dimissioni di Prieto, Trifón Gómez è eletto Presidente della C.E.
- XVIII Congresso, V in esilio (Tolosa, agosto 1952). Il Partito rielegge Trifón Gómez a capo della C.E.
- XXIII Congresso, X in esilio (Tolosa, 1967). Si adotta una dichiarazione sulla chiesa nella quale il PSOE apre la porte alla riconciliazione tra mondo cristiano e socialismo.
- XXIV Congresso, XI in esilio (Tolosa, agosto). Si crea la Segreteria dell'Organizzazione, organo centrale nella direzione del Partito, presieduta da José Martínez de Velasco.
- XXV Congresso, XII in esilio (Tolosa, agosto 1972). Cosiddetto della rinnovazione. Il Partito si divide tra i socialisti dell'esilio e i nuclei interni, comandati - tra gli altri - da Felipe González e Nicolás Redondo.
- XXVI Congresso, XIII in esilio: ¡Por el socialismo! ¡Por la libertad! (Suresnes, ottobre 1974). Felipe González assume la segreteria generale e, con lui, i socialisti in patria si impongono sulla direzione in esilio, capitanata da Rodolfo Llopis. Quest'ultima si scinde nel cosiddetto PSOE (histórico) (in seguito, Partito di Azione Socialista, Pasoc).

### La leadership di Felipe González: ascesa e caduta del felipismo
- XXVII Congresso: Socialismo è libertà (Madrid, dicembre 1976). Primo Congresso celebrato in Spagna dopo la guerra civile. Felipe González è ratificato segretario generale e Ramón Rubial Presidente del Partito.
- XXVIII Congresso: Costruire in libertà (Madrid, maggio 1979). Il partito rifiuta la proposta del segretario generale di dismettere gli ideali marxisti. Felipe González si dimette e una destione diretta da José Federico de Carvajal s'incarica della direzione fino al successivo Congresso Straordinario.
- Congresso straordinario: Forgiando il socialismo (Madrid, settembre 1979). Il PSOE rinuncia al marxismo come ideologia ufficiale del Partito, ma lo mantiene come strumento critico e teorico. Ora si definisce come un partito socialista democratico e d'organizzazione federale. Felipe González torna Segretario Generale.
- XXIX Congresso federale: Radici per la democrazia (Madrid, ottobre 1981).
- XXX Congresso federale: Spagna, compromesso di solidarietà (Madrid, dicembre 1984).
- XXXI Congresso federale: Vincere il futuro (Madrid, gennaio 1988).
- XXXII Congresso federale: In una nuova società (Madrid, novembre 1990).
- XXXIII Congresso federale: Un nuovo impulso del socialismo (Madrid, marzo 1994).
- XXXIV Congresso federale: La risposta progressista (Madrid, giugno 1997). Felipe González annuncia che non correrà per la rielezione. Joaquín Almunia è eletto nuovo Segretario Generale.

### Il PSOE fino a José Luis Rodríguez Zapatero
- XXXV Congresso federale: L'impulso necessario (Madrid, luglio 2000). José Luis Rodríguez Zapatero conquista la Segreteria Generale del PSOE e sostituisce così Manuel Chaves, presidente della Commissione Politica che era subentrata dopo le dimissioni di Joaquín Almunia in seguito alla sconfitta elettorale. Chaves diventa Presidente del Partito, in sostituzione del defunto Ramón Rubial.
- XXXVI Congresso federale: La promessa (Madrid, luglio 2004). Dopo la vittoria socialista nelle elezioni di marzo, il Congresso ratifica José Luis Rodríguez Zapatero e definisce le linee della sua politica, specialmente in ambito territoriale.

### L'elezione a segretario di Rubalcaba
- XXXVII Congresso federale: al congresso di Siviglia tenutosi nel febbraio 2012, Alfredo Pérez Rubalcaba viene eletto segretario del partito il 4 febbraio 2012 ottenendo 487 voti contro 465 preferenze per Carme Chacón Piqueras; Rubalcaba succede quindi a José Luis Rodríguez Zapatero rimasto a capo del partito dal 2000 al 2012.

### Le primarie e l'elezione di Pedro Sánchez
- Congresso straordinario: Dopo la sconfitta alle elezioni europee 2014 e le dimissioni di Rubalcaba il 13 luglio 2014 si svolgono per la prima volta nella storia del partito le primarie per la scelta del nuovo segretario generale. Vince la competizione elettorale Pedro Sánchez con il 49% dei voti contro Eduardo Madina e José Antonio Pérez Tapias. L'elezione è stata ratificata il 26 luglio 2014 al congresso di Madrid.

## Leadership
|     | Presidente                   | Periodo          |
| --- | ---------------------------- | ---------------- |
| 1.  | Pablo Iglesias               | 1879-1925        |
| 2.  | Julián Besteiro              | 1925-1931        |
| 3.  | Remigio Cabello              | 1931-1932        |
| 4.  | Francisco Largo Caballero    | 1932-1935        |
| 5.  | Ramón González Peña          | 1936-1944        |
| 6.  | Enrique de Francisco Jiménez | 1944-1947        |
| 7.  | Indalecio Prieto             | 1948-1951        |
| 8.  | Trifón Gómez                 | 1951-1955        |
| -   | Vacante                      | 1955-1964        |
| 9.  | Pascual Tomás                | 1964-1967        |
| 10. | Ramón Rubial                 | 1967-1970        |
| -   | Direzione collegiale         | 1970-1976        |
| 11. | Ramón Rubial                 | 1976-1979        |
| -   | Vacante                      | 1979             |
| 12. | Ramón Rubial                 | 1979-1999        |
| -   | Vacante                      | 1999-2000        |
| 13. | Manuel Chaves                | 2000-2012        |
| 14. | José Antonio Griñán          | 2012-2014        |
| 15. | Micaela Navarro              | 2014-2016        |
| -   | Vacante                      | 2016-2017        |
| 16. | Cristina Narbona             | 2017 - in carica |

|    | Segretario generale          | Periodo          |
| -- | ---------------------------- | ---------------- |
| 1. | Ramón Lamoneda               | 1936-1944        |
| 2. | Rodolfo Llopis               | 1944-1972        |
| -  | Direzione collegiale         | 1972-1974        |
| 3. | Felipe González              | 1974-1979        |
| -  | José Federico de Carvajal    | 1979             |
| 3. | Felipe González              | 1979-1997        |
| 4. | Joaquín Almunia              | 1997-2000        |
| -  | Manuel Chaves                | 2000             |
| 5. | José Luis Rodríguez Zapatero | 2000-2012        |
| 6. | Alfredo Pérez Rubalcaba      | 2012-2014        |
| 7. | Pedro Sánchez                | 2014-2016        |
| -  | Javier Fernández             | 2016-2017        |
| 7. | Pedro Sánchez                | 2017 - in carica |

|    | Vicesegretario generale | Periodo          |
| -- | ----------------------- | ---------------- |
| 1. | Alfonso Guerra          | 1979-1997        |
| -  | Vacante                 | 1997-2008        |
| 2. | José Blanco             | 2008-2012        |
| 3. | Elena Valenciano        | 2012-2014        |
| -  | Vacante                 | 2014-2017        |
| 4. | Adriana Lastra          | 2017 - in carica |

|     | Segretario dell'organizzazione | Periodo          |
| --- | ------------------------------ | ---------------- |
| 1.  | Nicolás Redondo                | 1974-1976        |
| 2.  | Alfonso Guerra                 | 1976-1979        |
| -   | Vacante                        | 1979             |
| 3.  | Carmen García Bloise           | 1979-1984        |
| 4.  | Txiki Benegas                  | 1984-1994        |
| 5.  | Ciprià Císcar                  | 1994-2000        |
| -   | Vacante                        | 2000             |
| 6.  | José Blanco                    | 2000-2008        |
| 7.  | Leire Pajín                    | 2008-2010        |
| 8.  | Marcelino Iglesias             | 2010-2012        |
| 9.  | Óscar López                    | 2012-2014        |
| 10. | César Luena                    | 2014-2016        |
| -   | Vacante                        | 2016-2017        |
| 11. | José Luis Ábalos               | 2017 - in carica |

|     | Portavoce al Congresso      | Periodo           |
| --- | --------------------------- | ----------------- |
| 1.  | Felipe González             | 1977-1979         |
| 2.  | Alfonso Guerra              | 1979-1982         |
| 3.  | Javier Sáenz de Cosculluela | 1982-1985         |
| 4.  | Eduardo Martín Toval        | 1985-1993         |
| 5.  | Carlos Solchaga             | 1993-1994         |
| 6.  | Joaquín Almunia             | 1994-1997         |
| 7.  | Juan Manuel Eguiagaray      | 1997-1998         |
| 8.  | José Borrell                | 1998-1999         |
| 9.  | Luis Martínez Noval         | 1999-2000         |
| 10. | Jesús Caldera               | 2000-2004         |
| 11. | Alfredo Pérez Rubalcaba     | 2004-2006         |
| 12. | Diego López Garrido         | 2006-2008         |
| 13. | José Antonio Alonso         | 2008-2012         |
| 14. | Soraya Rodríguez            | 2012-2014         |
| 15. | Antonio Hernando Vera       | 2014-2017         |
| 16. | José Luis Ábalos            | 2017 (ad interim) |
| 17. | Margarita Robles            | 2017-2018         |
| 18. | Adriana Lastra              | 2018 - in carica  |

|     | Segretario generale al Congresso  | Periodo          |
| --- | --------------------------------- | ---------------- |
| 1.  | Gregorio Peces-Barba              | 1977-1981        |
| 2.  | Javier Sáenz de Cosculluela       | 1981-1982        |
| 3.  | Pedro de Silva                    | 1982-1983        |
| 4.  | Eduardo Martín Toval              | 1983-1985        |
| 5.  | Carlos Sanjuan                    | 1985-1986        |
| 6.  | José Vicente Beviá Pastor         | 1986-1993        |
| 7.  | Jesús Caldera                     | 1993-1998        |
| 8.  | María Teresa Fernández de la Vega | 1998-2004        |
| 9.  | Diego López Garrido               | 2004-2006        |
| 10. | Julio Villarubia                  | 2006-2008        |
| 11. | Ramón Jáuregui                    | 2008-2009        |
| 12. | Eduardo Madina                    | 2009-2014        |
| 13. | Miguel Ángel Heredia              | 2009-2017        |
| 13. | Rafael Simancas                   | 2017 - in carica |

|     | Portavoce al Senato    | Periodo          |
| --- | ---------------------- | ---------------- |
| 1.  | Francisco Ramos        | 1978-1979        |
| 2.  | Juan José Laborda      | 1979-1987        |
| 3.  | Jaime Barreiro Gil     | 1989-1993        |
| 4.  | Bernardo Bayona Aznar  | 1993-1996        |
| 5.  | Juan José Laborda      | 1996-2004        |
| 6.  | Joan Lerma             | 2004-2008        |
| 7.  | Carmela Silva          | 2008-2011        |
| 8.  | Marcelino Iglesias     | 2011-2014        |
| 9.  | María Chivite          | 2014-2015        |
| 10. | Óscar López            | 2015-2016        |
| 11. | Vicente Álvarez Areces | 2016-2017        |
| 6.. | Ander Gil              | 2017 - in carica |

## Membri storici che si sono maggiormente distinti
- Julián Besteiro
- Fernando de los Ríos
- Felipe González
- Alfonso Guerra
- Pablo Iglesias Posse
- Tomás Meabe
- Juan Negrín
- Francisco Largo Caballero
- Rodolfo Llopis
- Indalecio Prieto
- José Luis Rodríguez Zapatero
- Ramón Rubial
- Pedro Sánchez

## Glossario del PSOE
- Barón. Si riferisce ai leader regionali. Possono essere molto potenti, specialmente se governano una Comunità Autonoma. Ci sono stati numerosi conflitti tra i baroni e il governo centrale. Illustri baroni sono stati Pasqual Maragall (Catalogna), Juan Carlos Rodríguez Ibarra (Extremadura), Manuel Chaves (Andalusia) e José Bono (Castilla-La Mancha, ex-ministro della Difesa). (Enrique Barón fu un ministro dell'Industria del PSOE, ma l'omonimia è puramente casuale). Il termine barón è più colloquiale che ufficiale, ed è emblematico del grande potere di cui godono tali persone nel Partito.
- Compañero. L'appellativo che si rivolgono gli iscritti al Partito.
- Izquierda Socialista (Sinistra Socialista)[22] Corrente organizzata dentro al PSOE, oggigiorno molto minoritaria. Storicamente ha rappresentato l'ala più radicale del Partito, e all'inizio ha riunito coloro che durante il XXVIII Congresso del PSOE erano favorevoli al mantenimento del marxismo come ideologia ufficiale. Tra i principali portavoce della corrente spiccano Pablo Castellano (fino al 1987) e Antonio García Santesmases.
- Guerristas e renovadores. Il guerrismo raggruppa i seguaci dello storico dirigente Alfonso Guerra, vicesegretario generale del PSOE durante la leadership di Felipe González e vicepresidente del governo tra il 1982 e il 1991. Tra questi, dirigenti di primo piano come Juan Carlos Rodríguez Ibarra, José Acosta e Matilde Fernández. In genere si collocano nell'ala sinistra del Partito, in contrapposizione ai renovadores seguaci di Felipe González. Le correnti guerrista e renovadora vissero una stagione di massimo protagonismo durante lo scontro sotterraneo tra González e Guerra per il controllo del Partito, che culminò nel XXXIII Congresso Federale (1994) col trionfo dei renovadores capeggiati da González.
- Terceristas. Si chiamavano terceristas i socialisti favorevoli all'abbandono della Seconda Internazionale (socialista) e all'ingresso nella Terza Internazionale (comunista) dopo il trionfo della rivoluzione russa e la nascita del Komintern.

## Simboli

Primo simbolo
Simbolo dal 1976 al 2001
Simbolo dal 2001

## Risultati elettorali

### Elezioni legislative
| Anno        | Voti       | %           | +/-  | Seggi     | +/- | Status                              |
| ----------- | ---------- | ----------- | ---- | --------- | --- | ----------------------------------- |
| 1977        | 5 371 866  | 29,3 (2.º)  |      | 118 / 350 |     | Opposizione                         |
| 1979        | 5 469 813  | 30,4 (2.º)  | 1,2  | 121 / 350 | 3   | Opposizione                         |
| 1982        | 10 127 392 | 48,1 (1.º)  | 17,7 | 202 / 350 | 81  | Governo                             |
| 1986        | 8 901 718  | 44,1 (1.º)  | 4,0  | 184 / 350 | 18  | Governo                             |
| 1989        | 8 115 568  | 39,6 (1.º)  | 4,5  | 175 / 350 | 9   | Governo                             |
| 1993        | 9 150 083  | 38,8 (1.º)  | 0,8  | 159 / 350 | 16  | Governo                             |
| 1996        | 9 425 678  | 37,6 (2.º)  | 1,2  | 141 / 350 | 18  | Opposizione                         |
| 2000        | 7 918 752  | 34,2 (2.º)  | 3,4  | 125 / 350 | 16  | Opposizione                         |
| 2004        | 11 026 163 | 42,6 (1.º)  | 8,4  | 164 / 350 | 39  | Governo                             |
| 2008        | 11 289 335 | 43,9 (1.º)  | 1,3  | 169 / 350 | 5   | Governo                             |
| 2011        | 7 003 511  | 28,8 (2.º)  | 15,1 | 110 / 350 | 59  | Opposizione                         |
| 2015        | 5 545 315  | 22,0 (2.º)  | 6,8  | 90 / 350  | 20  | Opposizione                         |
| 2016        | 5 443 846  | 22,6 (2.º)  | 0,6  | 85 / 350  | 5   | Sostegno parlamentare e poi Governo |
| 2019 (Apr.) | 7 480 755  | 28,7 (1.º)  | 6,1  | 123 / 350 | 38  | Governo                             |
| 2019 (Nov.) | 6 792 199  | 28,0 (1.º)  | 0,7  | 120 / 350 | 3   | Governo                             |
| 2023        | 7.821.718  | 31,68 (2.º) | 3,7  | 121 / 350 | 1   | Governo                             |

### Elezioni europee
| Anno | Voti      | %          | +/-  | Seggi   | +/-     |
| ---- | --------- | ---------- | ---- | ------- | ------- |
| 1987 | 7 522 706 | 39,1 (1.º) |      | 28 / 60 |         |
| 1989 | 6 275 552 | 39,6 (1.º) | 0,5  | 27 / 60 | 1       |
| 1994 | 5 719 707 | 30,8 (2.º) | 8,8  | 22 / 64 | 5       |
| 1999 | 7 477 823 | 35,3 (2.º) | 4,5  | 24 / 64 | 2       |
| 2004 | 6 741 112 | 43,5 (1.º) | 8,2  | 25 / 54 | 1       |
| 2009 | 6 141 784 | 38,8 (2.º) | 4,7  | 23 / 54 | 2       |
| 2014 | 3 614 232 | 23,0 (2.º) | 15,8 | 14 / 54 | 9       |
| 2019 | 7 359 617 | 32,8 (1.º) | 9,8  | 20 / 54 | 6       |
| 2024 | 5.290.945 | 30,2 (2.º) | 2,6  | 20 / 61 | Stabile |